# 牛佬
牛佬（1961年10月15日—），原名文啟明，香港漫畫家。

## 簡歷
牛佬生肖屬牛，已婚無子女，少年時成長於藍田廉租屋，他讀書時期曾得到美術堂全班第一，中學二年級時輟學。12歲開始從事漫畫行業，其時七十年代漫畫行業百花齊放，「玉郎圖書公司」、「小寶出版社」及「保光出版社」三分漫畫天下，同期亦有漫畫報紙《光報》、《喜報》、《青報》、《金報》、《生報》等，文氏也先後曾輾轉加入過。
13歲跟隨漫畫師父上官玉郎（莫君岳）學習，14歲成為上官小寶（鄺東源）入室弟子，黃鈞岳亦是牛佬入行的啟蒙老師，到了八十年代初再加入「玉郎機構」，曾編繪《金剛》及為《如來神掌》起稿。1986年加入「鄺氏」（八二畫社），製作《愛情故事》，任《鬼書皇II我若為皇》編劇及監製，主編《江湖大佬》至1992年離開。在1992年4月1日與陳科琳、文鑑鴻、邱瑞新及倫裕國成立「浩一有限公司」，開始了其代表作《古惑仔》，之後自己成立「和平出版有限公司」，其同父異母兄長文國兆Jacky亦幫手在「和平出版有限公司」處理行政工作。
興趣是煙不離手、游泳、養狗、潛水和寫作，曾在年青時學習過中國武術，西洋拳、空手道、自由搏擊及跆拳道，牛佬先後考獲潛水Diver Master潛水長資格，及一級（基礎）泰拳教練資格。歌手偶像是羅大佑、麥當娜及張學友，喜愛的電影導演則有徐克、黑澤明及史提芬·史匹堡，欣賞的漫畫家則有永安巧及大友克洋。
幼年時代鄰居覺得其聲線沉悶如牛，鼻大似牛，個性像牛，於是得「牛佬」稱號。
牛佬重視培育漫畫人材，曾成立「牛家班」。倫裕國、溫日良、畢亦樂、胡達泉、顏子健及吳文輝都曾受到牛佬的指導。
牛佬是香港漫畫家中最多旗下漫畫角色被拍成電影；亦是第一個旗下漫畫被用作為電腦上線遊戲的藍本;更加是第一個推出三日刊的香港漫畫家。

## 個人參與作品

### 漫畫

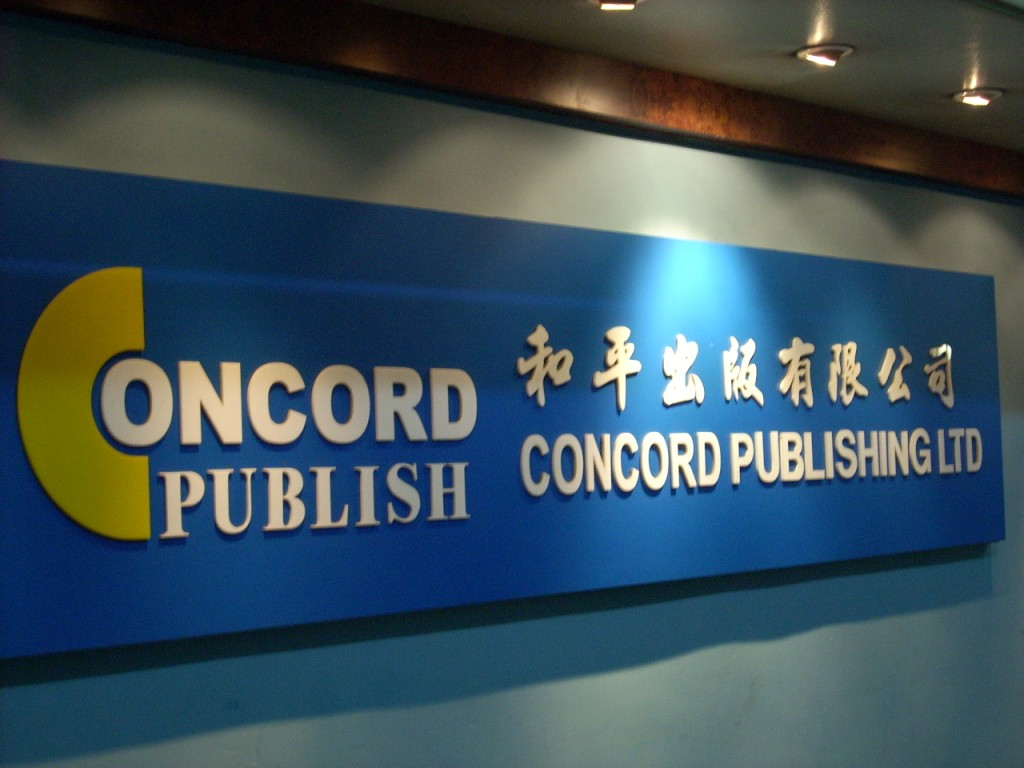
和平出版有限公司

- 《夜半兇鈴》 - 牛佬作品，上官小威策劃, 精裝本.2025
- 《龍虎門外傳》之「慈雲山七鷹」-牛佬主編，倫裕國策劃，陳科琳美術，和平出版有限公司出版.2020年，共8期
- 《勝利人生李浩東》- 牛佬監製，倫裕國策劃，陳科琳美術，飛天有限公司出版，另外亦在「PASSION PRIME」收費平台網上刊載.2020 共11期
- 《古惑仔》- 牛佬主編，1992開始連載，浩一出版，週刊，後在和平出版有限公司出版，三日刊.1992-2020 共2335期
- 《金蒙空GP》- 牛佬與倫裕國編繪，熱血時報創作團編劇，在「PASSION PRIME」收費平台以條幅漫畫形式每日在網上刊載.2019-2020
- 《金蒙空》- 牛佬主編，2016年10月牛佬揚言在中國內地網上漫畫平台「漫本」刊載，後改在2018年8月在「PASSION PRIME」收費平台以條幅漫畫形式每日在網上刊載，2018-2019
- 《Bloody Girl》- 牛佬主編1至38回，中國內地網上漫畫，期後交給惠昌主編至133回，2016-2018
- 《金錢師》- 牛佬編，黃洋達原著，2014-2015
- 《影子拳王》- 黃洋達編劇，牛佬與倫裕國編繪，2015年3月至4月於《熱血少年週刊》中刊載，熱血時報出版
- 《古惑B》- 牛佬作品，2013年7月於《熱血少年》中刊載，熱血時報出版
- 《至喪檔案》- 牛佬、倫裕國製作，和平出版有限公司出版.2012-2013，共2期
- 《神掌龍九州》- 牛佬主編，和平出版有限公司出版.2011
- 《葉問前傳》- 牛佬主編、冼國林武術顧問，玉皇朝出版.2010
- 《神掌龍劍飛》- 黃玉郎/牛佬聯合編繪，玉皇朝出版.2008-2009
- 《棋王》- 牛佬、吳兆銘主編，和平出版.2006
- 《太子》- 牛佬監製，吳兆銘主編，和平出版2005，共9期
- 《新著如來神掌》- 牛佬/梁偉傑聯合編繪，和平出版.2003
- 《立花正仁》- 牛佬主編.2002，共30期
- 《古惑仔外傳》- 牛佬主編.2002，共5期
- 《刀霸天下》- 牛佬、施嚴峰作品，和平出版.2000
- 《山雞故事》-牛佬/賴兆波主編，配合電影推出，浩一出版.2000，共15期
- 《天國神兵》- 吳文輝主編，牛佬出品人，和平出版.2000
- 《東英耀揚》- 牛佬總監，胡達泉作品，倫裕國繪畫，鄺氏出品.2000
- 《大飛哥》- 牛佬/吳文輝/方維新主編，倫裕國繪畫，浩一出版.1999-2000，共12期
- 《紅番戰士》- 牛佬總監，（台灣）金文圖書有限公司出版.1999，共12期
- 《江湖大家族》- 牛佬主編，倫裕國繪畫，浩一出版1998，共253期
- 《少年陳浩南》- 牛佬總監，配合電影推出，浩一出版，小浩南(吳文輝)主編，1998-1999，共96期，第59期開始書名改名為《洪興打仔陳浩南>>
- 《發窮惡》- 牛佬總監、十五少策劃、牛輝、倫裕國及韋研等主筆悅心出版1998 [10]
- 《正牌揸Fit人》- 牛佬監製，胡達泉主編，和平出版.浩一制作.1998
- 《烏鴉》- 牛佬監製，倫裕國/邱瑞新聯合編繪，浩一出版.1997
- 《陳浩南故事》- 牛佬監製，溫日良主編，浩一出版.1997，全1期
- 《揸Fit人》- 牛佬監製，胡達泉主編，浩一出版.1997
- 《洪興仔》- 牛佬/邱瑞新主編，浩一出版.1996.共206期
- 《東英仔》- 牛佬監製，邱瑞新主編，浩一出版.1996.共72期
- 《浩一鬼故事》- 牛佬總監，十五少策劃，浩一出版.1996
- 《紅燈區2》- 牛佬監製，葉慶全/練國權主筆，浩一出版.1996，共36期
- 《浩一電視台》- 牛佬總監，嘉明/張漢彪策劃，浩一出版.1996
- 《砵蘭街2》- 牛佬監製，邱瑞新主編，浩一出版.1996，1,2共156期
- 《古惑女》- 牛佬監製，十五少策劃，韋研繪畫，浩一出版.1995，共44期
- 《社團》-牛佬主編，浩一出版.1995，共17期
- 《省港澳大罪案》- 牛佬監製，邱瑞新主編，浩一出版.1995，共11期
- 《皇朝傳奇》- 牛佬主編，倫裕國繪畫，浩一出版.1994
- 《古惑仔1/2》- 牛佬總監，20頁雜誌式小冊子.1993
- 《監獄威龍》- 上官小寶/牛佬聯合主編浩一/鄺氏聯合出版.1993
- 《救世者》- 精裝書，只出版一期，隨書附送故事聲效錄音帶。牛佬主編，倫裕國繪畫，浩一出版.1993
- 《紅燈區》- 牛佬主編，浩一出版.1992，共170期
- 《紅燈區1/2》- 牛佬總監，20頁雜誌式小冊子浩一出版.1992
- 《砵蘭街》- 牛佬總監，浩一出版
- 《五湖四海》- 牛佬主編，浩一出版.1992
- 《江湖大佬》- 牛佬作品，後期為邱瑞新以牛佬名字主編，鄺氏出版
- 《皇者無敵》- 牛佬總監，倫裕國主編，鄺氏出版1990
- 《女流之輩》- 牛佬監製，周勝編繪，銳活出版1989 [11]
- 《愛情故事》- 上官小寶及何志文原創，後由牛佬接手主編，鄺氏出版[12][13]
- 《大哥大》- 牛佬主編，鄺氏出版1988 [14]
- 《李小龍》-上官小寶原創， 牛佬協助主編及草圖，八二畫社(鄺氏).1986
- 《鬼書皇》- 牛佬協助草圖，八二畫社.1986
- 《如來神掌》- 黄玉郎原創第一期，之後由牛佬協力，由1982年開始，當時牛佬初時月薪四千元，寫了六年，後加至一萬四千元，直至第三百四十期，玉郎圖書有限公司出版， [15]
- 《賭王之皇》- 牛佬總監，（台灣）金文圖書有限公司出版
- 《上海灘龍虎鬥》- 《連環圖日報》出版
- 《白髮魔女》- 牛佬以真名出品的漫畫，啟明圖書公司出版，1979年，當時牛佬十九歲
- 《人在江湖》- 牛佬以真名出品的漫畫，啟明圖書公司出版，1979年
- 《離魂集》- 牛佬以真名出品的漫畫，啓明圖書公司出版，1979年
- 《香港舞男》- 牛佬以真名出品的漫畫，啓明圖書公司出版，1979年
- 《金剛》- 牛佬以真名出品的漫畫，黃玉郎原創及總監，《生報》連載，玉郎出版，共九集
- 《絕代雙驕》- 牛佬在《洪拳》完結後，在《青報》連載的第二個作品
- 《笑話奇趣錄》- 牛佬十六歲時以真名自資出品的第一本漫畫，1977年
- 《洪拳》- 上官小寶原作，牛佬協力，報紙《東報》及《青報》連載，1977年
- 《鬼妻》- 牛佬在《喜報》連載的作品, 1976年
- 《黑地獄》- 牛佬第一套作品，在保光出版社的漫畫日報《光報》連载，1976年，牛佬當時十五歲

### 小說
- 《古惑仔人在江湖小說》- 牛佬/張偉雄合著，浩一出版，1996
- 《昨日之怒  陳浩南第一擊》- 牛佬原著，游清源作品，文字工房出品，2000
- 《陳浩南傳奇（卷一）友情歲月》- 熱血時報出版，2013（ISBN 9789881250315）
- 《陳浩南傳奇（卷二）江湖路》- 熱血時報出版，2014（ISBN 9789881250322）
- 《陳浩南傳奇（卷三）惡戰𡃁坤》- 熱血時報出版，2014（ISBN 9789881250346）
- 《一起去滾的日子》- 熱血時報出版，2016 (ISBN 9789881449948)

### 散文集
- 《牛佬習作：散文集》- 勁廊有限公司出版, 1997 [16]
- 《牛佬連環圖》- 浩一出版有限公司出版, 1997 [17]
- 《職業連環圖教室》- 博顥出版有限公司出版, 2010（ISBN 9789881917768）
- 《赤軀隨遇》- 熱血時報出版出版，2017 (ISBN 9789887805557)
- 《牛佬世情如是觀》- 熱血時報出版，2019  (ISBN 9789887983781)
- 《赤軀隨遇之金融風暴》- 熱血時報出版，2019  (ISBN 9789887983774)

### 畫集
- 《古惑仔金裝特別紀念冊》-上下兩冊，牛佬總監，浩一有限公司出版，1997
- 《古惑仔金裝2016畫集》- 牛佬總監，邱志加作品，和平出版有限公司出版，2016
- 《愛情故事大全集》- 上官小威製作，上官小寶/牛佬著，鄺氏出版有限公司出版，2018 (ISBN 9789887780199)
- 《古惑仔畫集  百戰話當年》- 牛佬總監，邱志加作品，和平出版有限公司出版，2019
- 《古惑仔八壯士複製原稿畫集》- 共六輯，牛佬+倫裕國作品，和平出版有限公司出版，2021至2022
- 《友情歲月手繪畫集》- 牛佬、倫裕國作品，和平出版有限公司出版，2025

### 報紙專欄
- 主篇漫畫之餘亦曾在信報以真名在其專欄《文耕草莽》發表文章，由2006年年初開始執筆，於2010年9月3日發表最後一篇文章時，牛佬在文中透露其內容及風格跟信報不一致為理由，停止刊載。[18]

- 2011年9月19日開始，牛佬與倫裕國聯合編繪《至「喪」檔案》，在新辦免費報紙爽報中逢平日刊登，以連環圖形式報導香港奇情新聞，三至五天為一個單元。首個故事《孽緣》中有男女床上交歡的劇情，被多個學校、宗教及家長團體評為「色情漫畫」，要求爽報停止刊載色情漫畫，之後《至「喪」檔案》仍在爽報連載直至2012年9月28日，故事內容及畫面已特意收歛之餘，故事結局亦大多導人向善。[19][20]

- 《熱血時報》自2012年12月第二期開始至2016年10月，發表牛佬專欄《當年﹒今日》，閒談昔日及現今社會事件，2017年7月19日熱血時報復刊後專欄改名為《牛佬如是觀》，談述自己對種種世情的看法。[21][22]

### 網台節目
- 2015年4月26日至2019年4月18日，與倫裕國及黃洋達主持網台節目《古惑仔俱樂部》，節目時間原為逢星期日下午八時至九時。後改為逢星期四日下午十時至十一時播放，由第1集主持至第205集。[23]
- 2018年8月6日至2019年4月15日，熱血時報收費台成立，牛佬再與倫裕國及黃洋達主持第二個網台節目《古惑仔總部》，節目時間為逢星期一下午九時至十時，由第1集主持至第37集。
- 2020年6月27日新漫畫週刊《勝利人生李浩東》創刊，同日牛佬、倫裕國及黃洋達主持新網台節目《勝利人生》，節目時間為逢星期六下午九時至十時，在熱血時報收費台播出，該節目只有16集。
- 2022年6月11日牛佬、文國兆(Jacky)、倫裕國及黃洋達合作，主持網台節目《古惑人生》，節目時間為逢星期六下午九時至十時，之後轉為星期三晚上十一時至零晨十二時，在熱血時報免費台播出。

## 和牛佬合作過的香港漫畫家
- 上官小寶
- 上官小威
- 上官小強
- 黃玉郎
- 溫日良
- 司徒劍僑
- 張萬有
- 邱福龍